# Ролан де Монморанси-Фоссё
Ролан де Монморанси (фр. Rolland de Montmorency; ум. 1506) — барон де Фоссё, сеньор д'Отвиль, Ла Тур де Шомон (в Вексене), Байе-сюр-Эш.
Сын Луи I де Монморанси-Фоссё и Маргариты де Вастин.
Известен, в основном, своей десятилетней тяжбой с кузеном, Марком де Монморанси, сеньором де Круазий, за долю в наследстве Дени де Монморанси, епископа Арраса, умершего в 1472 году. Процесс, начавшийся в 1484 году, закончился 14 августа 1494 победой Ролана.
В феврале следующего года выкупил ренту, которую должен был платить младшему брату Ожье де Фоссё, сеньору де Ваттину. В 1497 купил у эрцгерцога Филиппа Красивого права рыцарства для двух фьефов в бальяже Эн в Артуа, уплатив за каждый 60 су рельефа.

## Семья
Жена (14.10.1483): Луиза д'Оржемон (ум. после 1529), дама де Байе-сюр-Эш, дочь Шарля д'Оржемона, сеньора Байе и Мери, и Жанны Дове. Приданое составило 3 тыс. ливров, к которым тесть добавил сеньорию Байе-сюр-Эш
Дети:
- Клод де Монморанси-Фоссё (ум. 10.1546). Жена (29.12.1522): Анна д'Омон (ум. 1559), дама де Мерю, Тюри, Данжю и Кревкёр, дочь Ферри д'Омона и Франсуазы де Феррьер, дамы де Тюри и Данжю
- Анна де Монморанси-Фоссё. Муж 1): Антуан де Креки, сеньор де Рамбоваль; 2): Гийом да Ламот, сеньор де Боссар и Борепер
- Луиза де Монморанси-Фоссё (ум. 1559). Муж (21.12.1521): Жан де Рувруа де Сен-Симон, сеньор де Сандрикур (ум. 1550/1559)